# Єфименко Микола Миколайович
Єфименко Микола Миколайович (12.06.1958р. м. Севастополь. Кримська АРСР) – науковець, педагог, реабілітолог, фахівець у галузі адаптивного фізичного виховання. 

## Життєпис
У 1979 році закінчив спортивний факультет Київського державного інституту фізичної культури за спеціальністю «Фізична культура і спорт» та отримав кваліфікацію «викладач фізичного виховання-тренер»
Із 1979 р. по 1983 р. – викладач кафедри спорту Одеського державного педагогічного університету ім. К. Д. Ушинського.
Із 1983 по 1986 роки навчався в очній аспірантурі на кафедрі біологічних основ фізичного виховання Одеського державного педагогічного університету ім. К. Д. Ушинського (під керівництвом професора Б. В. Сермєєва та кандидата педагогічних наук М. В.Іпполітової).
1987 року в НДІ дефектології АПН СРСР захистив дисертацію на тему «Особливості рухових порушень у дошкільників із церебральним паралічем і шляхи їх корекції засобами фізичного виховання». Присвоєно науковий ступень кандидата педагогічних наук зі спеціальності 13.00.03 – спеціальна педагогіка. 
У 1990 році організував в м. Одеса Центр реабілітації рухом, у якому проводив науково-практичні дослідження і втілював передовий досвід у реабілітацію дошкільників із ДЦП та порушеннями розумового розвитку. Авторський досвід реабілітаційної роботи відзначено золотою медаллю ВДНГ СРСР (1991 р.).
Із 1993 року успішно займається офіційною приватною діяльністю в галузі корекційної педагогіки, зокрема ‒ фізичною реабілітацією дітей із порушеннями опорно-рухового апарату. В цей час отримав грант від Фонда Сореса за інноваційні розробки в теорії та методиці фізичного виховання дітей дошкільного віку в нормі та з особливими освітніми потребами.
2014 р. – захист докторської дисертації з теми «Основи корекційно спрямованого фізичного виховання дітей з порушеннями опорно-рухового апарату» в спеціалізованій вченій раді Національного педагогічного університету імені М. П. Драгоманова. Присвоєно науковий ступінь доктора педагогічних наук зі спеціальності 13.00.03 – корекційна педагогіка.
2015 – 2017 рр. працював на посаді професора кафедри ортопедагогіки та реабілітології Національного педагогічного університету імені М. П. Драгоманова.
Із 2017 року працює на посаді професора кафедри прикладної психології та логопедії Бердянського державного педагогічного університету та продовжує консультувати співробітників Центру реабілітації рухом в Одесі.
Автор та співавтор більше ніж 120 наукових праць, серед яких монографії, навчальні та навчально-методичні посібники, програми з грифом МОН.
Член редакційної колегії науково-методичного журналу для педагогів та батьків «Дошкільне виховання».
1991 р – Золота медаль ВДНГ СРСР за розробку проблематики фізичної реабілітації та соціальної адаптації дітей, страждаючих на церебральний параліч.
1994 р. – Другий грант Міжнародного фонду Сореса за інноваційні розробки напряму фізичного виховання та оздоровлення дітей дошкільного віку  в нормі та з патологією.